# Bernsdorf (Oberlausitz)
Bernsdorf település Németországban, azon belül Szászország tartományban. Lakosainak száma 6257 fő (2023. december 31.). Bernsdorf Hoyerswerda, Wittichenau, Oßling, Schönteichen, Schwepnitz, Grünewald és Lauta községekkel határos.

## Népesség
A település népességének változása:
| Lakosok száma | 6522 | 6466 | 6307 | 6280 | 6257 |
|               | 2017 | 2019 | 2021 | 2022 | 2023 |